# マシュー・ウィルソン (自転車競技)
マシュー・ウィルソン（Mtthew Wilson, 1977年10月1日 - ）は、オーストラリア、メルボルン出身の自転車競技（ロードレース）選手。